# Waldschlößchenbrücke
Waldschlößchenbrücke je silniční ocelobetonový obloukový most překlenující Labe, který byl postaven, aby ulehčil přetížené dopravě v Drážďanech. Záměr překlenout Labské údolí vzbudil obavy UNESCO, neboť stavba byla zamýšlena v lokalitě prohlášené Světovým dědictvím. Organizace OSN pro vzdělání, vědu a kulturu současně pohrozila, v případě postavení mostu, odejmutím statutu Světové dědictví. Kvůli projektu bylo Labské údolí v Drážďanech v roce 2006 zařazeno na seznam Světového dědictví v ohrožení (jedna ze dvou evropských památek, druhou byl soubor středověkých památek v Kosovu). V roce 2009 bylo, jako teprve druhá památka, Labské údolí ze seznamu Světového dědictví vyškrtnuto.

## Historie

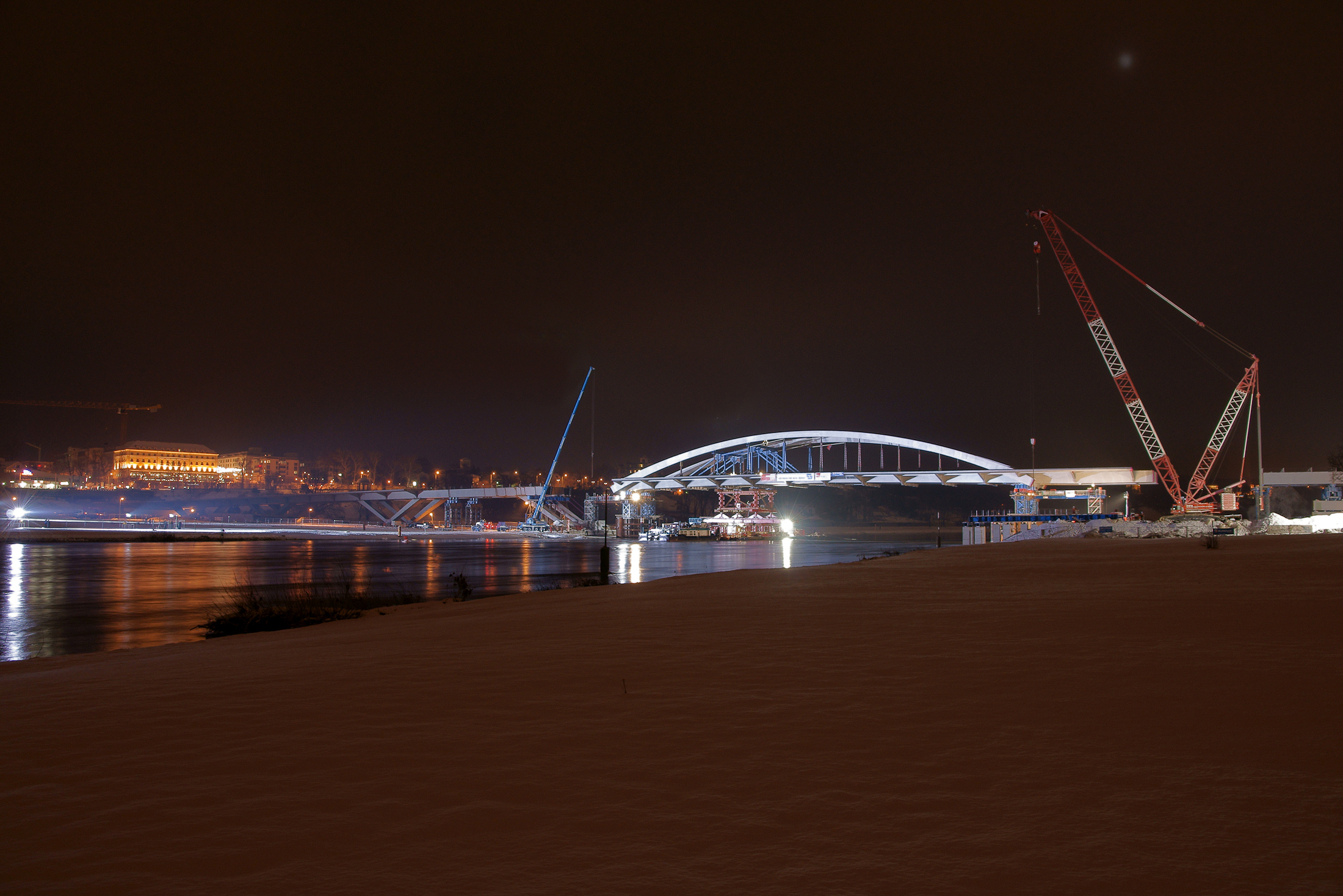
Noční pohled

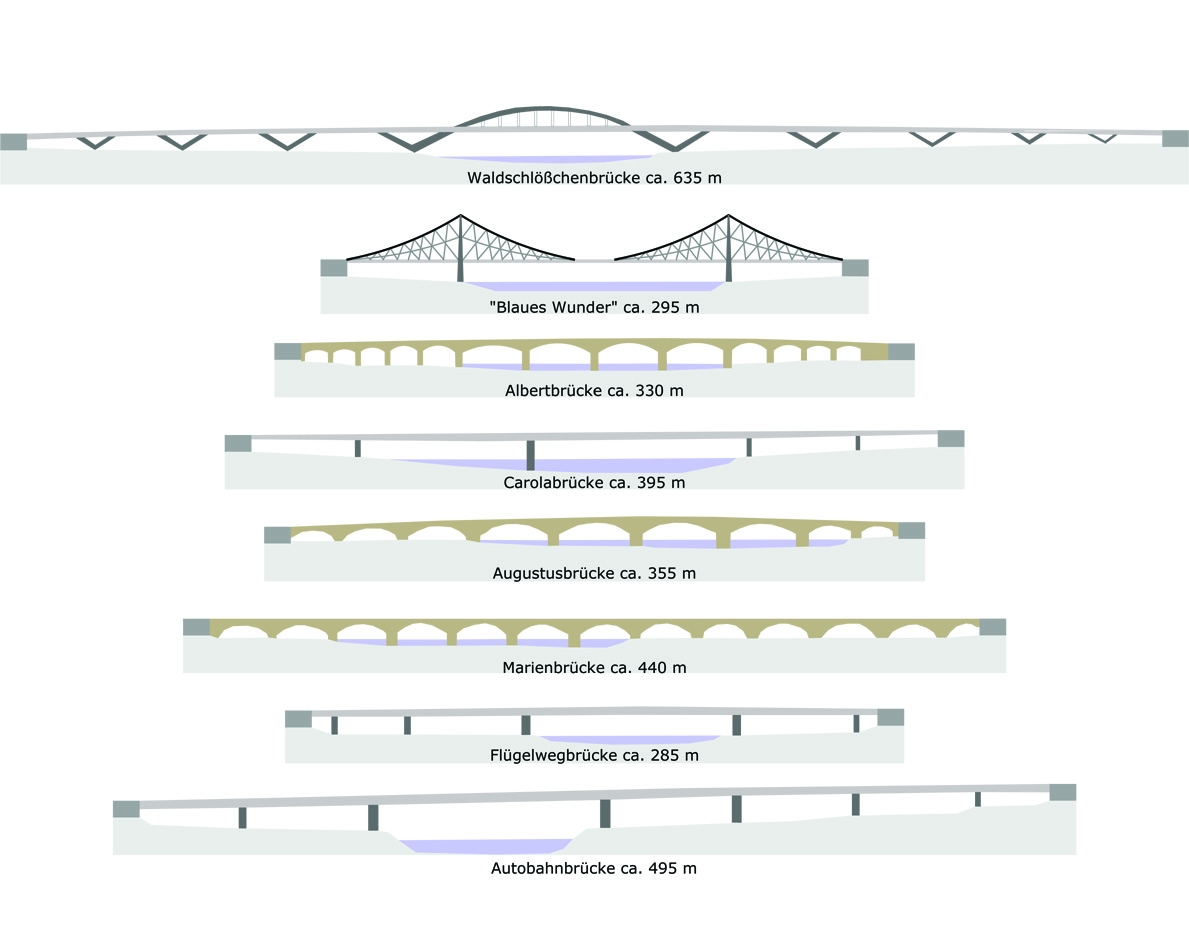
Srovnání drážďanských mostů

Záměr postavit most v tomto místě existoval v úvahách již sto let, když v roce 1996, v souvislosti s přehodnocením dopravního modelu, drážďanský magistrát záměr odsouhlasil. Po téměř osmi letech příprav bylo v roce 2005 uspořádáno referendum, které rozhodovalo, zdali stavět či nikoli. Většinové rozhodnutí bylo ve prospěch stavby. V dubnu 2006, po stížnosti UNESCO, magistrát projekt pozastavil. Orgány Svobodného státu Sasko podaly proti rozhodnutí námitku, správní soud (Sächsisches Oberverwaltungsgericht) námitce vyhověl a rozhodl ve prospěch stavby. Wolfgang Thierse, viceprezident Spolkového sněmu, označil verdikt soudu „špatným dnem pro Německo“.
Stavba se zastavila poté, co správní soud v srpnu 2007 rozhodl, že je třeba podniknout kroky k zajištění ochrany ohroženého vrápenece malého (Rhinolophus hipposideros), protože se mělo za to, že jich v Německu zůstalo jen asi 650, přičemž někteří žijí v blízkosti navrhovaného mostu. Německé soudy v listopadu 2007 rozhodly, že práce mohou pokračovat.

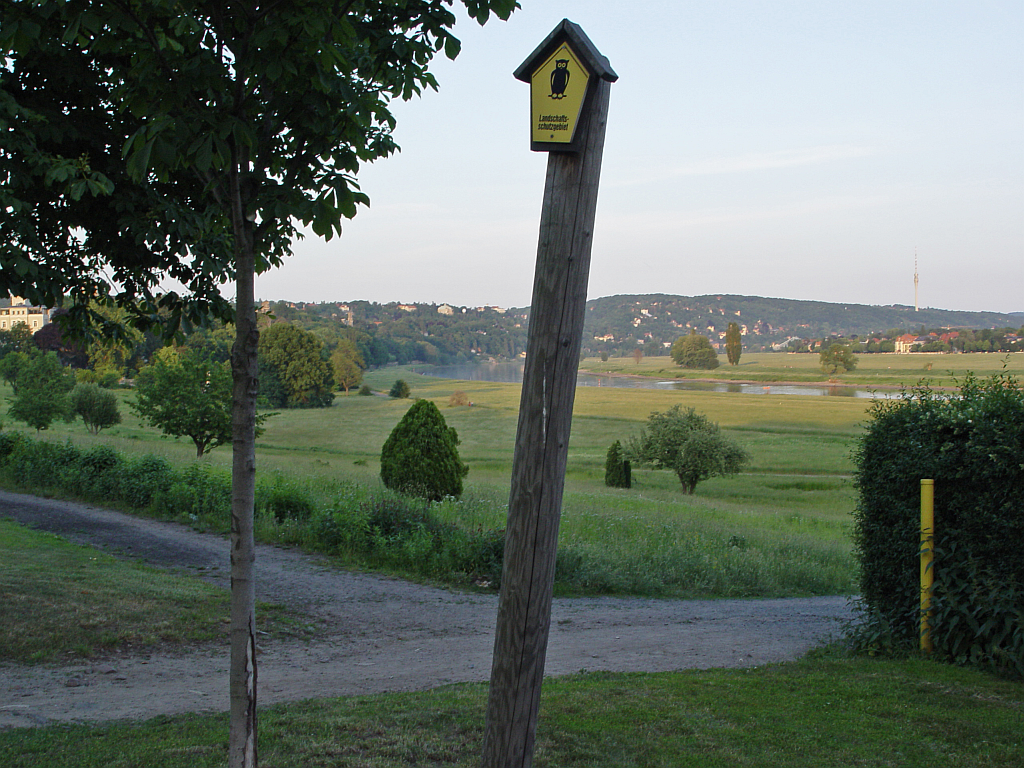
Místo v Labském údolí před stavbou (2003)

Kvůli stavbě mostu Výbor pro Světové dědictví UNESCO 25. června 2009 odhlasoval vyškrtnutí Labského údolí ze seznamu Světového dědictví. Údolí se tak stalo první památkou v Evropě a teprve druhou na světě, která status ztratila.

## Konstrukce
Jedná se o spojitou konstrukci o celkové délce 636,1 metrů. Spřažená mostovka je tvořena z ocelobetonu, hlavní pole o rozpětí 148 metrů je vyztuženo ocelovým obloukem (Langerův trám), zbytek konstrukce je podepřen navazujícími vzpěradly. Šířka mostu činí 28,6 m, převádí silniční komunikaci šířky 14 m a na oboustranných konzolách umístěné chodníky o šířce 4,45 m.